# 남과 여: 여전히 찬란한
《남과 여: 여전히 찬란한》(프랑스어: Les plus belles annees d'une vie, 영어: THE BEST YEARS OF A LIFE)는 2019년 5월에 개봉한 프랑스의 로맨스, 코미디, 드라마 영화이다.
 끌로드 를르슈가 감독과 각본을 맡았다.
 프랑스는 2019년 5월 22일에 이탈리아는 2019년 9월 19일에 대한민국은 2020년 10월 15일에 개봉되었다.

## 줄거리
세계적인 카레이서로 명성을 떨쳤지만 치매로 기억 속을 헤매고 있는

장-루이는 지난 날의 사랑이였던 안느를 유일하게 기억하고 있는데

평범한 나날을 보내는 중 안느는 이런 장_루이에 대한 소식을 듣게되고

오랜 고민 끝에 장_ 루이를 찾아가게 되는데...

## 출연진

### 주연
- 장-루이 트린티냥 - 장-루이 역
- 아누크 에메 - 안느 역

### 조연
- 앙트완 사이어 - 앙트완 역
- 수어드 아미두 - 프랑수아즈 역
- 모니카 벨루치 - 엘레나 역
- 마리안느 데니코트